# مبولازین
مبولازین (به انگلیسی: Mebolazine) با فرمول شیمیایی C42H68N2O2 یک ترکیب شیمیایی با شناسه پاب‌کم 25519 است. که جرم مولی آن ۶۳۳٫۰۰ گرم بر مول می‌باشد.